# 六硼化鍶
六硼化鍶（化學式：SrB6）室溫下為黑色晶狀粉末，非常穩定，熔點高，密度大。。在最近的測試中，表現出的輕微半透明暗紅色晶體可以刮花石英。儘管不易于中毒，但對人體皮膚、眼和呼吸道都有刺激性。

## 磁性
六硼化鍶和其他鹼土金屬硼化物一樣，在低溫下會展示出弱磁性。這種情況被認為是晶格中有些雜質造成的，儘管其他解釋也必須。六硼化鍶低溫下也用於對半導體性質的檢測。

## 製備
在亨利·莫瓦桑的《電爐》一書中提到一種早期合成六硼化鍶的方法：在電爐中將硼酸鍶，鋁和碳混合。或者在固相體系下，真空電爐中2mol碳酸鍶，3mol碳化硼和1mol碳粉反應也可製備六硼化鍶。

## 用途
六硼化鍶可用作隔熱材料和核反應的控制棒。另一種用途現正在申請專利：飛行器在透明的丙烯酸層使用SrB6納米粒。這種納米粒子的紅外線吸收特性可阻止紅外線的傳送而不阻礙可見光的傳播。